# Meromacrus pratorum
Meromacrus pratorum är en tvåvingeart som först beskrevs av Fabricius 1775.  Meromacrus pratorum ingår i släktet Meromacrus och familjen blomflugor. Inga underarter finns listade i Catalogue of Life.